# Coffea kapakata
Coffea kapakata är en måreväxtart som först beskrevs av Auguste Jean Baptiste Chevalier, och fick sitt nu gällande namn av Diane Mary Bridson. Coffea kapakata ingår i släktet Coffea och familjen måreväxter. Inga underarter finns listade i Catalogue of Life.